# Postkeynesianismus
Postkeynesianismus ist eine wirtschaftswissenschaftliche Richtung, die sich, neben anderen Schulen, in der Nachfolge von John Maynard Keynes sieht.
In einer weiten Definition rechnet man zum Postkeynesianismus alle Ökonomen, die Keynes’ Theorie nach dessen Tod (1946) weiterentwickelt haben, ohne sich der neoklassischen Synthese (s. unten) zuzuwenden.
Die Postkeynesianer im engeren Sinn sind durch folgende Punkte gekennzeichnet:
1. Sie betonen die Rolle der Unsicherheit der Zukunft, der zum Trotz die Unternehmen ihre Investitionsentscheidungen treffen müssen, sowie andere Aspekte, die es schwierig machen, die Wirkung von Verhaltensänderungen und von wirtschaftspolitischen Eingriffen zu prognostizieren. Sie halten daran fest, dass es keine Tendenz zu einem Gleichgewicht bei Vollbeschäftigung gibt.
2. Sie fordern, die Einkommensverteilung nach dem Vorbild von Michal Kalecki in die theoretischen Analysen einzubeziehen.
3. Sie halten es für realistischer anzunehmen, dass die Unternehmen die Preise ihrer Erzeugnisse durch einen Aufschlag („Mark-up“) auf die Stückkosten (oder die Lohnstückkosten) festlegen, statt zwecks kurzfristiger Gewinnmaximierung die Preise so zu setzen, dass Grenzerlös und Grenzkosten übereinstimmen.

Sie wenden sich entschieden gegen die neoklassische Vereinnahmung der Theorie von Keynes durch die „Neoklassische Synthese“, deren Theoriegebäude nach dem Zweiten Weltkrieg zur dominanten „keynesianischen“ Theorie wurde, obwohl sie die Theorie von Keynes neoklassisch uminterpretierte. Der Postkeynesianismus steht daher auch im Gegensatz zu den „New Keynesian Economics“, die eine Brücke zur neoklassischen Theorie schlagen in dem Sinne, dass zwar kurzfristig bei wenig flexiblen Preisen und Löhnen die keynesianische Theorie gilt, langfristig aber die Neoklassik. Die Postkeynesianer bestehen dagegen auf der auch langfristigen Gültigkeit der Keynes’schen Theorie. Daher lehnen sie die Allgemeine Gleichgewichtstheorie ab und verwenden statt Gleichgewichtsmodellen beispielsweise Stock-Flow Consistent Models.

## Unsicherheit statt Risiko
Ihr Ausgangspunkt ist, dass wirtschaftliche Entscheidungen unter Unsicherheit getroffen werden, nicht unter einem berechenbaren Risiko. Die Wirtschaftssubjekte versuchen dieser Unsicherheit zu begegnen, indem sie feste Verträge schließen, die sozusagen Brücken in eine unsichere Zukunft schlagen sollen. Als wichtigste Wirtschaftsverträge gelten die Festlegung des Lohnniveaus und Kreditverträge, in welchen Kredithöhe, Laufzeit und Zinssatz festgelegt werden. Daraus ergeben sich für Löhne, Zinssätze und abgeleitet daraus für die Preise Rigiditäten. Wegen dieser Rigiditäten kann kein Preismechanismus wirken, der kurzfristig Marktungleichgewichte bereinigt. Vielmehr passen sich die Wirtschaftssubjekte über die Mengen an, so dass es dauerhaft zu Marktungleichgewichten kommen kann.

## Investitionen bestimmen die Ersparnisse
Wie bei Keynes richtet sich das Investitionsvolumen nicht nach der geplanten Ersparnis, sondern umgekehrt, passt sich die Ersparnis im Kreislaufzusammenhang über Multiplikatorprozesse an die Investitionen an.

## Einfluss der Verteilung
Michal Kalecki, von dem die Postkeynesianer viel übernommen haben, hat diesen Zusammenhang benutzt, um die zentrale Stellung der Unternehmen nicht nur für Investitionen, Beschäftigung und Wachstum herauszuarbeiten, sondern auch für die Einkommensverteilung. Er geht dafür – inspiriert von der Klassischen Ökonomie – von einer klassischen Sparfunktion aus, wonach die Arbeiter insgesamt ihr Lohneinkommen für Konsum ausgeben.
Dies hat zur Folge, dass alle Ausgaben der Unternehmen als Gruppe für Löhne und ebenso ihre eigenen Ausgaben (für Konsum und für Investitionen) wieder an diese Gruppe zurückfließen. Daher gilt: Die „Arbeiter geben aus, was sie verdienen, die Kapitalisten bekommen, was sie ausgeben.“

## Preisbildung durch „Mark-up“
Die Postkeynesianer lehnen die Theorie als unrealistisch ab, dass die Unternehmen ihren kurzfristigen Gewinn maximieren und dafür ihre Preise so setzen, dass Grenzkosten und Grenzumsatz übereinstimmen. Die Marktform der vollständigen Konkurrenz, bei der der Grenzumsatz gleich dem vorgegebenen Marktpreis ist, halten sie für einen noch weniger realistischen Spezialfall. Vielmehr gehen sie davon aus, dass Unternehmen die Preise bilden, indem sie auf die Lohnstückkosten oder auf die gesamten Stückkosten einen bestimmten Aufschlag, einen „Mark-up“, erheben. Diesen Mark-up legen sie in Abhängigkeit von den Konkurrenzverhältnissen und Kräfteverhältnissen fest und ändern ihn nicht ständig.

## Ablehnung der klassischen Dichotomie
Geld ist kein „Schleier“, der die „reale“ Wirtschaft (Produktion, Beschäftigung usw.) letztlich nicht oder nur kurzfristig beeinflusst, sondern monetäre Größen haben auch langfristig auf Produktion und Beschäftigung Einfluss. Die Postkeynesianer lehnen also die Klassische Dichotomie und die Neutralität des Geldes ab.

## Ablehnung des Sayschen Gesetzes
Wie Keynes und auch die marxistische Ökonomie bestreiten die Postkeynesianer die Gültigkeit des Say’schen Gesetzes. Wird in einer unsicheren Welt Geld gehortet, Geld also als Wertaufbewahrungsmittel nachgefragt, unterbricht dies den Geldkreislauf und es kommt zu einem allgemeinen Überangebot an Waren.
Aus postkeynesianischer Sicht ist dies deshalb so, weil Geld nicht von Privaten produziert werden kann, sondern institutionell von den Zentralbanken geschaffen wird. Privaten ist die Produktion von Geld als gesetzlichem Zahlungsmittel nicht möglich. Hier kritisieren die Postkeynesianer Karl Marx, bei dem eine Geldware, z. B. Gold, dem Geldwesen zugrunde liegt, so dass auch Private sich jederzeit ihr Geld (Gold) produzieren könnten, wenn in unsicheren Zeiten mehr Geld gehalten werden soll. Auf dieser Grundlage könne aber das Saysche Gesetz nicht widerlegt werden. Die marxistische Ökonomie müsse also als „monetäre Werttheorie“ (so auch Michael Heinrich) verstanden werden.

## Endogene Geldmenge
Die Geldmenge ist nicht exogen, d. h. von der Zentralbank bestimmt. Diese legt den Zinssatz fest, den sie für Refinanzierungsgeschäfte den Banken abverlangt. Die Zentralbank verzichtet bei der Zinssteuerung darauf, die Menge des emittierten Zentralbankgeldes selbst zu steuern. Deren Entwicklung wird allein durch die Nachfrage der Geschäftsbanken bestimmt. Ein Geldmengenmultiplikator oder eine multiple Geldschöpfung à la Milton Friedman ist vor diesem Hintergrund irrelevant, da allein schon die Entwicklung der Menge des emittierten Zentralbankgeldes nicht der Kontrolle der Zentralbank unterliegt. Die Banken schlagen dem Zentralbankzins einen Mark-up bei der Kreditvergabe auf. Die sich auf Grundlage dieses Zinssatzes ergebende Kreditnachfrage wird von der Zentralbank und den Banken befriedigt oder „akkommodiert“, wobei nur kreditwürdige Kreditnachfrager zum Zuge kommen. Das Kreditangebot ist also bei einem von der Zentralbank gesetzten Zinssatz voll elastisch – so die Sicht der „Akkommodisten“ oder „Horizontalisten“. Die „Strukturalisten“ gehen dagegen davon aus, dass mit steigender Kreditnachfrage schließlich doch der von der Zentralbank geforderte Zinssatz steigt.

## Postkeynesianische Ökonomen (Hauptvertreter)
Leitfiguren des Postkeynesianismus sind die britische Ökonomin Joan Robinson, der polnische Ökonom Michal Kalecki sowie Roy F. Harrod und Evsey D. Domar. Wichtige Vertreter sind außerdem in Großbritannien Victoria Chick, Nicholas Kaldor, Steve Keen, Jan Kregel, Marc Lavoie, Luigi Pasinetti und William Vickrey, in den USA Sidney Weintraub, Paul Davidson, Richard M. Goodwin und Hyman Minsky. In Deutschland haben z. B. Eckhard Hein und Arne Heise (s. Literatur) zur postkeynesianischen Theorie veröffentlicht. Im weiteren Sinne ließe sich auch der Entwicklungstheoretiker und Politikwissenschaftler Hartmut Elsenhans dieser Richtung zurechnen.
Wichtige Fachzeitschriften der Postkeynesianer sind Cambridge Journal of Economics (seit 1977), Journal of Post Keynesian Economics (seit 1978), Metroeconomica, Review of Keynesian Economics (seit 2012) und European Journal of Economics and Economic Policies: Intervention.